# Alexandra Shipp

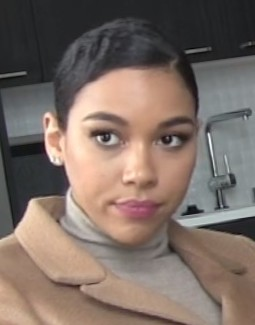
Alexandra Shipp (2018)

Alexandra Shipp (ur. 16 lipca 1991 w Phoenix) – amerykańska aktorka, która wystąpiła m.in. w filmie X-Men: Apocalypse.

## Filmografia

### Filmy
| Rok  | Tytuł                        | Rola                 | Uwagi           |
| ---- | ---------------------------- | -------------------- | --------------- |
| 2009 | Alvin i wiewiórki 2          | Valentina            |                 |
| 2015 | Straight Outta Compton       | Kimberly Woodruff    |                 |
| 2016 | X-Men: Apocalypse            | Ororo Munroe / Storm |                 |
| 2017 | Tragedy Girls                | McKayla Hooper       |                 |
| 2018 | Ziomalki                     | Amelia               |                 |
| 2018 | Twój Simon                   | Abby Suso            |                 |
| 2019 | O psie, który wrócił do domu | Olivia               |                 |
| 2019 | X-Men: Mroczna Phoenix       | Ororo Munroe / Storm |                 |
| 2019 | Shaft                        | Sasha Arias          |                 |
| 2019 | Jexi                         | Cate                 |                 |
| 2020 | Wszystkie jasne miejsca      | Kate                 |                 |
| 2020 | Miłość bez końca             | Riley                |                 |
| 2021 | Wirtualne imperium           | Julia                |                 |
| 2021 | Asking for It                | Regina               |                 |
| 2021 | Tick, tick... Boom!          | Susan Wilson         |                 |
| 2022 | Space Oddity                 | Daisy Taylor         |                 |
| 2023 | Barbie                       | Barbie pisarka       |                 |
| 2023 | Kung Fury 2                  | Rey Porter           | w postprodukcji |
| 2023 | Anyone But You               |                      | w postprodukcji |

### Telewizja
| Rok  | Tytuł                        | Rola             | Uwagi   |
| ---- | ---------------------------- | ---------------- | ------- |
| 2011 | Switched at Birth            | Ashley           | 1 odc.  |
| 2012 | Victoria znaczy zwycięstwo   | Aleese           | 1 odc.  |
| 2013 | Tajemnice domu Anubisa       | KT Rush          | 41 odc. |
| 2013 | Inna                         | Abby Martin      | 1 odc.  |
| 2014 | Ray Donovan                  | Tiffany          | 1 odc.  |
| 2014 | Dni naszego życia            | Mary Beth        | 3 odc.  |
| 2014 | Drumline: A New Beat         | Dani Raymond     | film TV |
| 2014 | Aaliyah: The Princess of R&B | Aaliyah Haughton | film TV |
| 2015 | Your Family or Mine          | Lucy             | 1 odc.  |